# Lisin
Lisin was een godin uit de Mesopotamische mythologie. Zij was de dochter van Ninhursag. Kramer noemt haar een mater dolorosa, een klaaggodin. In die zin past zij goed in de klaagzangen en lamentaties die een belangrijk thema zijn in de Sumerische literatuur, vooral van na de val van Ur in 2004 v.Chr.
Er is een klaagzang over haar bekend van 76 regels waarin verhaald wordt hoe Lisin tevergeefs zoekt in weidegebieden en steppe naar haar verloren zoon. Ze verbleekt en weent, haar kreten van ach en wee zijn in hoge en lage streken te horen. De naam van haar zoon blijft onbekend; zij vergelijkt hem met een prachtig ezelsveulen dat door de honden verscheurd is, met een vogel waarvan het nest vernietigd is, met een wilde ezel die in het bos geveld is, met een kanaalopzichter die door de vloed overweldigd is of met een boer wiens veld onder water is gelopen.
Daarna volgt een opmerkelijke passage. Ze beschuldigt haar eigen moeder ervan haar kleinzoon omgebracht te hebben:
Met wie zal ik haar vergelijken?
Met wie zal ik haar vergelijken?
[...]
Mijn jonge held -- mijn moeder heeft hem gedood. Ik... Met wie zal ik haar vergelijken?
Mijn moeder die mij baarde, Ninhursag
Mijn moeder heeft hem gedood
Ik... Met wie zal ik haar vergelijken?
Met een teef die geen meelij kent, zal ik haar vergelijken, telkens opnieuw
Er zijn twee andere tabletten, MS 3274 en MS 3347, die fragmenten van de Klaagzang van Lisin bevatten. In Me-Turan zijn documenten gevonden van een aantal personen die waarschijnlijk tot haar cultus behoorden. Er is niet veel bekend over haar cultus en de stad waarvan zij de hoofdgodin was is onbekend, maar het lijkt erop dat zij samen met haar broer Ašgi in de Sumerische steden Adab en Keš vereerd werd. De godheid werd later ook wel als mannelijk gezien en haar echtgenoot Ninsikila juist als echtgenote. Uit de tijd van Rim-Sin van Larsa zijn twee tabletten bekend, uit zijn 16e en zijn 36e regeringsjaar waarin (de tempel van) Lisin borg staat voor een lening betreffende gerst en 70 g zilver, respectievelijk. Na de Oud-Babylonische tijd verdwijnt de godin min of meer uit het beeld.